# Université de Gunma
L'université de Gunma (群馬大学, Gunma daigaku, couramment abrégée en Gundai, 群大) est une université nationale japonaise, située à Maebashi dans la préfecture de Gunma.

## Composantes
L'université est structurée en facultés de 1er cycle (学部, gakubu), qui ont la charge des étudiants de 1er cycle universitaire, et en facultés de cycles supérieurs (研究科, kenkyūka), qui ont la charge des étudiants de 2e et 3e cycle universitaire.

### Facultés de1ercycle
L'université compte 4 facultés de 1er cycle (学部, gakubu) :
- Faculté de sciences de la société et de l'information
- Faculté d'éducation
- Faculté d'ingénierie
- Faculté de médecine

### Facultés de cycles supérieurs
L'université compte 4 facultés de cycles supérieurs (研究科, kenkyūka) :
- Faculté de sciences de la société et de l'information
- Faculté d'éducation
- Faculté d'ingénierie
- Faculté de médecine